# Juan Carlos García Amaro
Juan Carlos García Amaro (Monterrey, N.L., 1960) es un compositor, pianista, arreglista y productor musical que se desempeña en diferentes géneros musicales, destacando su influencia por el Jazz. Ha participado en diferentes proyectos y producciones musicales con artistas y marcas reconocidas a nivel mundial como Barry Manilow, Ramsey Lewis, Armando Manzanero, Disney, Fox entre otros.

## Biografía
Juan Carlos García Amaro (más conocido como "El Pingüi") nació un 6 de abril de 1960 en Monterrey N.L.. Estudió música en la academia “ROMA”, en el “Conservatorio Nacional De Música” y Armonía Moderna con los maestros Jorge Pérez Herrera y Eugenio Toussaint.
Fue director musical del doblaje al español de películas de Disney y Fox entre las que destacan "Hércules" y "Anastasia".
También fue director musical y arreglista principal del espectáculo “10 Pianos En Concierto”,con el cual recorrió la República Mexicana presentándose en disntias salas de concierto y teatros de México como el CECUT (Tijuana) y el Teatro Peón Contreras (Mérida).
Con sus bandas de Jazz, ensambles musicales y corales ha compartido el escenario con artistas de talla internacional tales como:Barry Manilow, Hellen Ready, Ramsey Lewis, Al Di Meola, John Mayal, Bobbie Hutcherson, Richie Heavens, Quinteto Cubano de Jazz y One O'Clock Lab Band, entre otros.
La versatilidad le ha permitido participar en múltiples producciones fonográficas de diferentes géneros tales como: pop, rock, jazz, bossa, sinfónica, world music, grupero etc., en conjunto con diversos artistas como: Armando Manzanero, Rodrigo de la Cadena, Zhao Hui, Cris Lobo, Marco Morel, Chavita Merchand, Gamma, Tatiana (3 nominaciones al Latin Grammy), Mario Monge, Manolo Caballero, Bronco y Los Reyes Del Camino, entre otros.
Ha producido música para comerciales de radio y televisión y fue director musical de grupos versatiles como "La Vox", "Kuorum" y "Carnaval". 
Actualmente produce diversos conciertos, espectáculos, ensambles musicales y happenings para eventos sociales e institucionales, de igual forma continúa con la producción y grabación de proyectos para diferentes artistas.

## Doblaje y Dirección Musical
Fue director musical del doblaje al español, letrista y director de dobleje de películas de Disney y Fox.

#### Dirección Musical:[6]
| Empresa | Película o serie de TV                           | Año  |
| ------- | ------------------------------------------------ | ---- |
| Disney  | El Jorobado de Notre Dame                        | 1996 |
| Disney  | Jim y el Durazno Gigante                         | 1996 |
| Disney  | Hércules                                         | 1997 |
| Fox     | Anastasia                                        | 1997 |
| Disney  | La Bella y la Bestia 2: Una Navidad encantada    | 1997 |
| Disney  | El Rey León 2: El reino de Simba                 | 1997 |
| Disney  | La Bella y la Bestia: El mundo mágico de Bella   | 1998 |
| Disney  | La Sirenita 2: Regreso al mar                    | 2000 |
| Disney  | La dama y el vagabundo 2: Las aventuras de Scamp | 2001 |
| Disney  | Llegó el Recreo                                  | 2001 |
| Disney  | Recreo Navideño                                  | 2001 |
| Disney  | Peter Pan en regreso al país de Nunca Jamás      | 2002 |
| Disney  | Madeline - Versión Disney                        | 1993 |

#### Dirección de doblaje
- Madeline (Versión Disney).
- Lloyd del Espacio.
- Recreo Navideño.
- La princesa Mononoke (doblaje original).
- PB&J Otter.
- Teamo Supremo.
- So Weird.

#### Redoblaje
- La Bella Durmiente .
- La Dama y el Vagabundo.

#### Letrista
- Recreo Navideño.
- Jim y el Durazno Gigante.
- La sirenita II: Regreso al mar.
- El rey león II: El reino de Simba.
- La dama y el vagabundo (Redoblaje).
- Peter Pan: El regreso al país de Nunca Jamás.
- La dama y el vagabundo II: Las aventuras de Scamp.

## Orquesta
Amaro, se ha desempeñado como pianista y/o director en distintas orquestas.
De igual manera sus arreglos orquestales han sido interpretados por diversas agrupaciones musicales como:
- Orquesta Sinfónica del IPN
- Orquesta Sinfónica De La UACJ

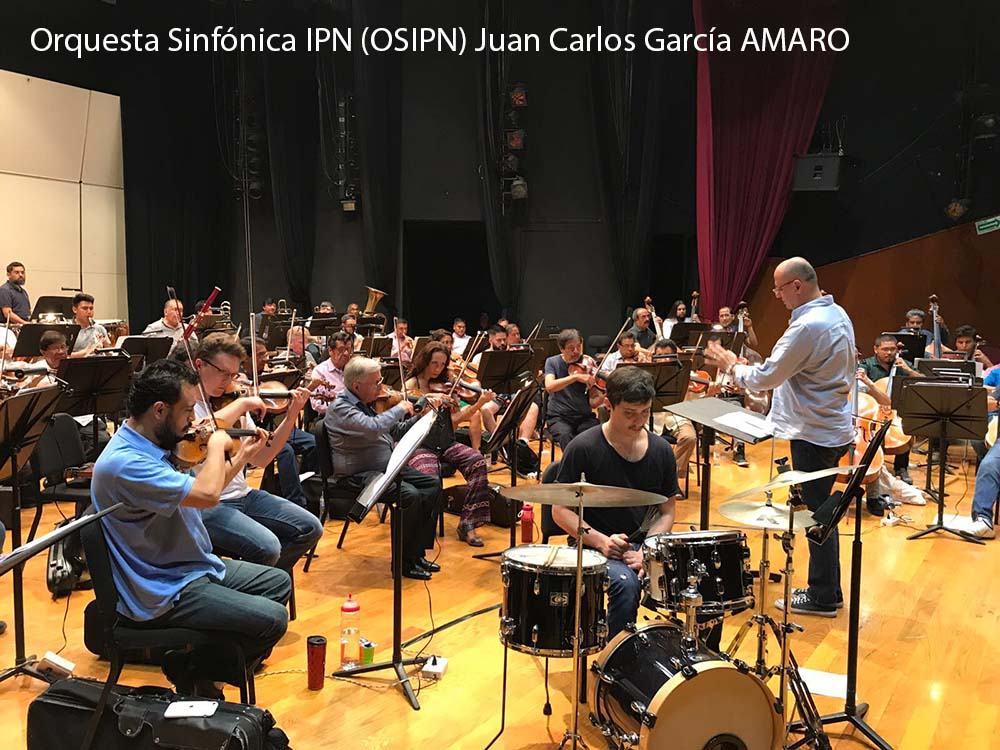

- Livic Chamber Orchestra Of Los Angeles
- United Musicians Symphony Orchestra Of Los Angeles
- Orquesta Sinfónica Juvenil Eduardo Mata De La UNAM
- Orquesta Sinfónica Juvenil Del ITESM
- Orquesta De Cámara De La Universidad de Nuevo León
- Big Band Monterrey
- Orquesta Popular De La Universidad De Nuevo León
- Banda Sinfónica De Campeche
- Orquesta Filarmonica del Desierto.[7]

## Comerciales de radio y televisión
Producción musical para anuncios comerciales de radio y televisión.
| Marcas y empresas | Marcas y empresas    | Marcas y empresas |
| ----------------- | -------------------- | ----------------- |
| Alen              | Estéreo Hits Radio   | Radio Recuerdo    |
| AW Radio          | Estéreo Latino Radio | Raleigh           |
| Bosque Mágico     | Famsa                | Señal 90          |
| Cablevisión       | Fiesta Texas         | Soriana           |
| Quesos Chen       | Kurs                 | Telcel            |
| Chevrolet         | Lala                 | Telmex            |
| Colgate           | Plaza Fiesta         | Tyco              |
| D99 Radio         | Radio Mundial        |                   |